# International Federation of Organic Agriculture Movements
International Federation of Organic Agriculture Movements (IFOAM) är ett globalt samarbetsorgan för organisationer och personer som arbetar med produkter från ekologiskt jordbruk. Antalet medlemmar uppgår till cirka 800. 
IFOAM arbetar bland annat med att stödja utvecklingen av den ekologiska marknaden, sprida ny kunskap på området, organisera möten och konferenser med mera. Inom organisationen finns ett antal kommittéer och grupper som arbetar inom olika sakområden (ex regler, handel) eller regioner (till exempel EU, Japan).
I Sverige finns ett tiotal medlemmar, bland annat KRAV och Ekologiska Lantbrukarna.. Den svenska biodynamiska föreningen var en av grundarna av IFOAM och svensken Gunnar Videgård var den tredje generalsekreteraren. Gunnar Rundgren var federationens ordförande 2000-2005. 